# Oxalis latifolia
Oxalis latifolia är en harsyreväxtart som beskrevs av Carl Sigismund Kunth. Oxalis latifolia ingår i släktet oxalisar, och familjen harsyreväxter. Arten har ej påträffats i Sverige.

## Underarter
Arten delas in i följande underarter:
- O. l. galeottii
- O. l. latifolia
- O. l. schraderiana
- O. l. vespertilionis